# Chrysobothris rutilicuspis
Chrysobothris rutilicuspis es una especie de escarabajo del género Chrysobothris, familia Buprestidae. Fue descrita científicamente por Heller en 1893.